# Sphaeromorda nummata
Sphaeromorda nummata là một loài bọ cánh cứng trong họ Mordellidae. Loài này được Pankow miêu tả khoa học năm 1974.